# 伏龙观
伏龙观位于岷江都江堰段离堆北端的最高处，奉祀中国战国时修建都江堰的李冰父子，川主信仰宫观建筑。该观始建于晋代，原为纪念青成隐士的范贤馆。传说李冰父子治水时，曾降服江中的孽龙，锁在离堆下的伏龙潭中。到北宋初年便改范贤馆为伏龙观，改祀李冰。现存的三重殿宇，均为清代重修。大殿奉李冰，后殿享二郎，与二王庙的布局相反。因此，伏龙观又称老王庙、李公庙。大殿奉有1974年在江心发现的李冰石刻雕像。石像刻于东汉建宁元年（168年），高2.9米，重4.5吨，胸前有题记和造像年月，是一件非常珍贵的文物。
1980年7月7日列為四川省重新確定公布的第一批省級文物保護單位。1982年2月24日公佈為第二批全國重點文物保護單位。